# Soho
|  | Pel que fa al barri de Nova York, vegeu SoHo (Manhattan). |

El Soho és un barri del districte de Ciutat de Westminster de Londres. Des de fa temps és un barri d'entreteniment. Al segle XX ha guanyat la reputació dels sex shops, la vida nocturna i la indústria del cinema. Des de la dècada de 1980 el barri ha sofert una transformació considerable, i ha acabat sent un dels barris de moda amb restaurants de luxe i oficines de mitjans de comunicació i mantenint la "indústria del sexe" a l'oest. Fins a finals del segle xix era conegut per la gran comunitat d'immigrants xipriotes.